# Baader-Meinhof (film)
Baader-Meinhof (niem. Der Baader Meinhof Komplex) – niemiecki dramat historyczny z 2008 roku w reżyserii Uliego Edela. Scenariusz powstał na podstawie książki Stefana Austa Der Baader-Meinhof-Komplex.

## Obsada
- Moritz Bleibtreu jako Andreas Baader
- Martina Gedeck jako Ulrike Meinhof
- Johanna Wokalek jako Gudrun Ensslin
- Bruno Ganz jako Horst Herold
- Alexandra Maria Lara jako Petra Schelm(inne języki)
- Nadja Uhl jako Brigitte Mohnhaupt
- Hannah Herzsprung jako Susanne Albrecht
- Niels-Bruno Schmidt jako Jan-Carl Raspe
- Stipe Erceg jako Holger Meins
- Daniel Lommatzsch jako Christian Klar
- Vinzenz Kiefer jako Peter-Jürgen Boock
- Bernd Stegemann(inne języki) jako Hanns Martin Schleyer
- Jan Josef Liefers jako Peter Homann